# Лигустикум шотландский
Лигустикум шотландский, или Лигустикум Хультена (лат. Ligusticum scothicum) — вид двудольных растений рода Лигустикум (Aulacospermum) семейства Зонтичные (Apiaceae). Научное название дано в честь шведского ботаника Оскара Эрика Гуннара Хультена.

## Ботаническое описание
Многолетнее травянистое поликарпическое растение высотой 15-80 см. Корни стержневые. Стеблекорни неветвящиеся или с небольшими разветвлениями. Стебли одиночные, реже их 2-3 или более. Черешки голые, в сечении округлые, полые, без выемки на адаксиальной стороне, с периферическими проводящими пучками.
Края листьев могут быть зубчатыми, лопастными или пильчатыми, и обычно они бледно-зеленые или пурпурные. Устьица аномоцитные. Стеблевые листья с тройчатыми пластинками, сидящими на узколанцетных стеблеобъемлющих пленчатых влагалищах. Стебель ветвится редко и несёт 2-5 соцветий, каждое из которых представляет собой сложный зонтик диаметром 4-6 см.
Лепестки белые, зеленоватые или розоватые, в очертании яйцевидные, на верхушке цельные или слегка выемчатые и загнутые внутрь. Период цветения приходится на июль и август.
Число хромосом 2n=22.

## Распространение и среда обитания
Произрастает на галечниковых и песчаных морских берегах, в зоне прибоя, на приморских лугах, валах, дюнах, песках, скалах, каменистых и луговых склонах, галечниках.
Ligusticum scothicum — в основном арктическое растение, ареал которого простирается от северной Норвегии до северных берегов Британских островов и от западной Гренландии до Новой Англии. Родственный вид, Ligusticum hultenii, который был описан Мерриттом Линдоном Фернальдом в 1930 году и может рассматриваться как подвид L. scoticum, встречается в северной части Тихого океана, от Японии до Аляски. Самый южный регион распространения L. scoticum — Баллихалберт в Северной Ирландии.
На Британских островах встречается только на побережьях, где средняя температура июля ниже 15 °C, и эта граница, применима и в других частях ареала вида. Ближе к южной части ареала растение плохо себя чувствует на участках, обращенных на юг. Растёт в расщелинах скал, где может быть единственным сосудистым растением, а также в луговых сообществах на вершинах скал, где доминируют Festuca rubra и Plantago maritima.
На территории России встречается в Мурманской, Архангельской области, Карелии, на Дальнем Востоке (Камчатка, Хабаровский край).

## Применение
Раньше растение широко употреблялось в пищу в западной части Великобритании, как для питания, так и для борьбы с цингой. Листья и стебли съедобны до появления цветов и содержат витамины А и С. Их можно употреблять в сыром или вареном виде, как сельдерей. Кроме того, молодые побеги можно засахарить.
В традиционной северной кухне использовалось как компонент в закусках, приправах или пряно-вкусовая овощная приправа к рыбе, мясу.
Личиночная стадия бабочки Papilio brevicauda размножается, в основном, на лигустикуме шотландском, это её кормовое растение.